# Bonfinópolis de Minas
Bonfinópolis de Minas – miasto i gmina w Brazylii, w stanie Minas Gerais. Znajduje się w mikroregionie Unaí.